# 米科·莱赫托宁
米科·莱赫托宁（芬蘭語：Mikko Lehtonen，1994年1月16日—），芬兰男子冰球运动员。他曾代表芬兰参加2018年和2022年冬季奥林匹克运动会冰球比赛，其中2022年冬季奥运会获得一枚金牌。